# Cortland (Virginia Occidental)
Cortland es un área no incorporada ubicada dentro del Distrito Dry Fork, una división civil menor del condado de Tucker, Virginia Occidental, Estados Unidos. Está catalogada como un asentamiento humano por la Junta de Nombres Geográficos de los Estados Unidos.
El número de identificación (ID) asignado por el Servicio Geológico de Estados Unidos es .

## Geografía
Se encuentra a una altitud de 965 metros sobre el nivel del mar (3166 pies) según el conjunto de datos de elevación nacional.